# Lightning Memory-Mapped Database
Lightning Memory-Mapped Database (LMDB) ist ein freies eingebettetes Datenbanksystem, das ursprünglich von Howard Chu für das OpenLDAP-Projekt entwickelt wurde. LMDB stellt dabei ähnlich wie DBM und Berkeley DB eine Schlüssel-Werte-Datenbank zur Verfügung.

## Beschreibung
LMDB verwendet einen B+-Baum als Index und unterstützt die ACID-Semantik. Das System stellt den gesamten Inhalt der Datenbank mit Hilfe von Zeigern zur Verfügung (Memory Map) und verzichtet so auf Kopiervorgänge. Beim Caching der Daten verlässt sich LMDB komplett auf das Betriebssystem und stellt keine eigenen Mechanismen zur Verfügung.
LMDB unterstützt Multiversion Concurrency Control. Parallele Lesezugriffe durch Threads und Prozesse können zeitgleich stattfinden, ohne sich zu blockieren. Auch blockieren sich Lesezugriffe und Schreibzugriffe nicht. Jedoch sind schreibende Zugriffe durch einen Mutex geschützt und werden somit streng nacheinander abgearbeitet.
LMDB ist in der Programmiersprache C entwickelt. Es existieren Wrapper für die Programmiersprachen C++, Java, Perl, PHP, Python, Node.js, Ruby, Tool Command Language und Erlang.

## Verbreitung
Laut Angaben des Herstellers Symas wird LMDB u. a. von folgenden Software-Projekten verwendet:
- OpenLDAP
- Postfix
- Heimdal Kerberos
- OpenDKIM
- PowerDNS
- Cyrus SASL
- Monero